# Futalognkosaurus
Futalognkosaurus (/ˌfuːtəlɒŋk[invalid input: 'ɵ']ˈsɔːrəs/; nghĩa là ""thằn lằn thủ lĩnh khổng lồ") là một chi khủng long titanosaurian.

## Phát hiện
Hóa thạch của nó được tìm thấy trong tỉnh Neuquén của Argentina vào năm 2000, và được mô tả khoa học vào năm 2007. Tên chi có nguồn gốc từ ngôn ngữ bản địa Mapudungun và được phát âm là foo-ta-long-koh-sohr-us: "futa" có nghĩa là "khổng lồ" và "lognko" có nghĩa là "thủ lĩnh". Nó được căn cứ vào ba mẫu vật hóa thạch, ước tính khoảng 70% tổng số bộ xương. Nhóm nghiên cứu hóa thạch mô tả phát hiện là "con khủng long khổng lồ đầy đủ nhất được biết đến cho đến nay".